# Clemenceau (metrostation)
Clemenceau is een ondergronds station van de Brusselse metro, gelegen in de gemeente Anderlecht.

## Geschiedenis
Het metrostation werd in gebruik genomen op 18 juni 1993 ter verlenging van metrolijn 2 van Zuidstation tot Clemenceau. Op 4 september 2006 werd de tunnel van dit eindstation verlengd naar het westen van Anderlecht en het station Delacroix geopend. Sinds de herziening van het metronet in 2009 bedienen metrolijnen 2 en 6 dit station.
Op oudejaarsavond 2015 werd een auto door vandalen in de toegangsgang naar station geduwd, waardoor het station uit veiligheid gesloten bleef op oudejaarsavond 2016.
Aanvankelijk zou het station de naam Jorez dragen, naar de Jorezstraat, waaronder de metrotunnel gelegen is. Nog voor de opening van het station werd de naam gewijzigd.

## Situering
Het station is gelegen tussen de Bergensesteenweg en de Kliniekstraat, nabij het slachthuizencomplex. Het station is genoemd naar de parallel aan de metrolijn lopende Clemenceaulaan.

## Kunst
Het metrostation beschikt over een eilandperron. Op de wanden van de perronhal zijn in boogvormige nissen 38 olieverfschilderijen van Joseph Willaert opgehangen, die samen een panoramisch landschap weergeven.